# 箭叶水苏
箭叶水苏（学名：Metastachydium sagittatum）为唇形科箭叶水苏属下的一个种。